# Зінов'єва Наталія Анатоліївна
Наталія Анатоліївна Зінов'єва (нар. 8 червня 1970, м. Климовськ, Московська область, СРСР) — російський вчений-біотехнолог. Академік РАН (2013), РАСГН (2012), доктор біологічних наук (1999), професор (2004). Директор Всеросійського НДІ тваринництва імені Л. К. Ернста (з 2011 року).
Лауреат Державної премії Російської Федерації для молодих вчених в галузі науки і техніки (1999).

## Біографія
Закінчила Московську ветеринарну академію імені К. І. Скрябіна (1992).
З 1996 року працює у Всеросійському НДІ тваринництва імені Л. К. Ернста: старший науковий співробітник, завідувач лабораторією молекулярної генетики і цитогенетики тварин, заступник керівника Центру біотехнології та молекулярної діагностики тварин (1996—2006), заступник директора з наукової роботи (2006—2011), з 2011 року — директор НДІ ім. Ернста, одночасно керівник Центру біотехнології та молекулярної діагностики тварин цього НДІ.
Працювала асистентом професора в Інституті молекулярного тваринництва Університету ім. Людвіга Максиміліана, м. Мюнхен, Німеччина (1994—1996).
У 1999 році захистила докторську дисертацію «Молекулярно-генетичні аспекти у вирішенні задач сучасного тваринництва».
У 2012 році обрана академіком РАСГН, а в 2013 році стала академіком РАН в рамках приєднання до останньої РАСГН.
Заступник голови комісії РАН по генно-інженерній діяльності.
Член редколегії журналу «Генетика і розведення тварин».
Отримала серед ста молодих вчених Росії для підтримки досліджень молодих докторів наук грант Президента Російської Федерації (1999—2002, 2004—2006).

## Наукова діяльність
Фахівець у галузі біотехнології і генетики сільськогосподарських тварин.
Наукові дослідження присвячені створенню лінії трансгенних свиней з пониженим вмістом жиру в туші і підвищеною стійкістю до інфекційних захворювань бактеріальної та вірусної природи; вивченню впливу інтеграції трансгену на гормональний статус; вивченню експресії рекомбінантних генів в організмі трансгенних сільськогосподарських тварин; розробці окремих елементів технології створення соматичних трансгенних сільськогосподарських тварин.
В області клітинної інженерії виконала дослідження ідентифікації, характеристики, диференціювання стовбурових клітин тварин як перспективного об'єкта для клонування тварин. Під її керівництвом та за безпосередньою участю створено банк ДНК сільськогосподарських тварин різних порід РФ, запропоновані прийоми молекулярно-генетичної ідентифікації тварин та оцінки потенціалу ознак продуктивності.
Автор понад 400 наукових праць, 26 монографій.

## Вибрані праці
- Трансгенные животные и возможности их использования. Молекулярно-генетические аспекты трансгенеза в животноводстве / соавт.: Л. К. Эрнст, Г. Брем; ВИЖ. — М., 2001. — 127 с.
- Современное состояние и перспективы использования трансгенных технологий в животноводстве / соавт.: Л. К. Эрнст, Г. Брем. — М., 2002. — 341 с.
- Энтомологическая переработка органических отходов свиноводства и птицеводства и использование её продуктов в сельском хозяйстве / соавт.: Л. К. Эрнст и др. — Дубровицы, 2004. — 136 с.
- Проблемы биотехнологии и селекции сельскохозяйственных животных / соавт. Л. К. Эрнст. — 2-е изд., доп. — Дубровицы, 2006. — 342 с.
- Биологические проблемы животноводства в ХХ1 веке / соавт. Л. К. Эрнст. — Дубровицы, 2008. — 507 с.
- Современные генетические методы в селекции свиней / соавт.: А. В. Доцев и др.; ГНУ Всерос. НИИ животноводства. — Дубровицы, 2011. — 72 с.
- Генетическое картирование сельскохозяйственных животных / соавт.: В. А. Багиров, П. М. Кленовицкий; Всерос. НИИ животноводства. — Дубровицы, 2015. — 165 с.